# Frauen Eurasiens
Die Gesellschaftliche Vereinigung »Frauen Eurasiens« (russisch Женское общественное объединение «Женщины Эвразии») ist eine Nichtregierungsorganisation in Tscheljabinsk in Russland, die sich für verlassene Kinder und deren Rechte einsetzt.

## Tätigkeit
Die Organisation arbeitet in Projekten, die Kinder unterstützen, die ohne ein Zuhause leben. Sie bildet freiwillige Frauen aus, die vor allem in Krankenhäusern diese Kinder betreuen. 
In der Oblast Tscheljabinsk leben viele Kinder, die von ihren Eltern verlassen wurden, in Krankenhäusern. Andere leben auf der Straße, in Kellern, leeren Fabrikgebäuden und an anderen Orten. Vielfach ist der Rechtsstatus der Kinder ungeklärt, da die Eltern meist keine Erklärung über den Verzicht auf das Sorgerecht abgegeben haben. Die Verwahrlosung der Kinder auch in den Krankenhäusern führt zu irreversiblen psychischen und emotionalen Beschädigungen.
Die Organisation arbeitet zurzeit mit 10 Betreuerinnen in vier Krankenhäusern in Tscheljabinsk. Diese unterstützen die Kinder mit emotionaler Zuwendung und fachlicher Sachkenntnis. Außerdem bemühen sie sich, die Rechte der Kinder zu stärken. Die Organisation ist auf Spenden von Einzelpersonen angewiesen. Sie erhält auch einige finanzielle Unterstützung aus dem sogenannten „Präsidentenfond“ des russischen Präsidialamtes.
Die Organisation bietet auch kostenlose Rechtsberatung für Personen an, die sich in eigenen Gruppen für sozial schwache Menschen einsetzen. Vorsitzende ist Tatjana Schtschur.

## Geschichte
Die Organisation wurde 2006 gegründet. Am 15. Februar 2016 wurde sie als „ausländischer Agent“ beim Justizministerium registriert, da sie angeblich finanzielle Zuwendungen vom Magna Carta Fund for Human Rights and Democracy der britischen Botschaft in Moskau erhalten habe.